# 10区 (ホーチミン市)
10区（じっく、ベトナム語：Quận 10）はホーチミン市の区の1つ。

## 地理
10区は、北はタンビン郡、東は3区と国境を接している。 南は5区、西は11区に隣接している。

## 行政区画
10区は第1坊から第15坊までの15の坊（Phường）を管轄している。